# Safair
Safair è stata una compagnia aerea con sede presso l'aeroporto Internazionale O.R. Tambo a Kempton Park, Sudafrica. Cliente di una delle più grandi flotte al mondo di Lockheed L-100 Hercules, effettuava trasporto aereo di merci e attività charter; leasing e vendita; addestramento di equipaggi di condotta; manutenzione e modifica di aeromobili; sicurezza aerea e formazione medica.

## Storia
La società fu fondata nel 1965. All'epoca era denominata Tropair (Pty) Ltd. ed era una compagnia charter e di aviazione generale. Poco dopo fu acquistata dall'importante gruppo armatoriale Safmarine. Nel 1969 il nome della società cambiò in Safair Freighters (Pty) Ltd. che iniziò ad operare il 18 marzo 1970 con Lockheed L-382 (versione civile del diffusissimo C-130 militare).
A partire dal 1977 il cliente principale divenne la South African Defense Force e Safair fu coinvolta anche in vicende belliche quali la guerra civile in Angola e la contrastata indipendenza della Namibia. Tra il 1985 e il 1988 acquistò due Boeing 707 che furono utilizzati per attività charter di varia natura. Nell'agosto 1988 una prima incursione nel settore dei collegamenti regionali con l'acquisto di Air Cape e la sua trasformazione in Safair Lines fino al 1991. Gli furono destinati un paio di Convair 580, impiegati su alcune rotte locali. 
Dal settembre 1988 al novembre 1994 utilizzò il semplice nome Safair. Fino agli anni '90 servì principalmente il mercato delle merci aviotrasportate locali e regionali. Dal 1993 iniziò ad operare anche nel difficile ambiente dell'Antartide. Nel 1991 diversificò le attività con la manutenzione di aeromobili e con operazioni di trasporti veloci notturni prima di concentrarsi su leasing e noleggio. Nel 1994 fu acquistato il primo Boeing 727, destinato esclusivamente all'attività per conto di altri vettori. Altri 15 esemplari si sarebbero aggiunti negli anni successivi. Tra il 1998 e il 2013 furono utilizzati 13 McDonnell MD.80 con le stesse modalità di cui sopra.
Nel 1998, Safair acquistò una partecipazione del 49% in Air Contractors, con sede in Irlanda, e venne a sua volta acquisita da Imperial Holdings per 40 milioni di dollari nel dicembre dello stesso anno. Nel luglio 1999 Safair assunse il controllo di National Airlines Joint Venture, della consorella National Airways Corp. e di Streamline Aviation. Dal 2004 controllò il pacchetto azionario di Naturelink Aviation per poi trasferirlo nel 2010 a un'affiliata. Nell'estate 2006 dava vita a un'altra sussidiaria, denominata Imperial Air Cargo e dotata esclusivamente di velivoli tutto-merci, da cui si distaccò nel 2014. Nel 2007 Safair ottenne l'approvazione IATA per l'Audit sulla sicurezza operativa (IOSA).
Gli aiuti umanitari e le operazioni di soccorso sono sempre stati il mercato "di nicchia" dell'aerolinea, che forniva la propria opera ad importanti enti internazionali come le Nazioni Unite, il World Food Programme e il Comitato internazionale della Croce Rossa nel trasportare gli aiuti umanitari nelle regioni del continente africano e di altre aree in cui è richiesta tale assistenza. Fino al 2018, Safair è stata appaltataria del Programma Nazionale di Ricerche in Antartide italiano per sostenere le spedizioni scientifiche durante l'estate australe, volando con un Lockheed L-100-30 da Christchurch, in Nuova Zelanda, alla stazione Zucchelli nella Baia Terra Nova, in Antartide.
L'aerolinea terminava la lunga associazione con Il Lockheed L-100 nell'ottobre 2022 e poco dopo cessava le operazioni in proprio, trasferendo tutto a FlySafair (q.v.). Alla fine dei vari passaggi di proprietà Safair Freighters risultava controllata al 100% da ASL Aviation Group Ltd. con sede a Dublino, Irlanda, a sua volta una controllata del gruppo belga Compagnie Maritime Belge. 

## FlySafair
Nel 2013, Safair ha fondato una compagnia aerea a basso costo chiamata FlySafair. Il piano iniziale per operare voli dall'ottobre 2013 ha dovuto essere annullato, a seguito di una richiesta all'Alta Corte da parte di Comair. Il primo volo è poi avvenuto il 16 ottobre 2014 su un'unica rotta e due soli velivoli in flotta. La società si è sviluppata grazie alla spinta propulsiva della casa-madre, ma è stata favorita anche da alcuni collassi nel settore: South African Airways cessava di volare nel maggio 2020 e riprendeva limitate operazioni oltre un anno più tardi; la sussidiaria Mango cessava nell'estate 2021. Attorno i "funerali" si moltiplicavano: nel giugno 2022 tanto Comair che Kulula cessavano l'attività.
Di fatto, a metà del 2023 FlySafair è risultata essere l'aerolinea con la maggiore quota di posti offerti nel mercato interno sudafricano. In questo corroborata da una flotta che era cresciuta fino ad incorporare oltre una trentina di Boeing 737, serie 400 e serie 800, alcuni dei quali in leasing o appartenuti addirittura ai concorrenti scomparsi!

## Flotta

### Flotta attuale

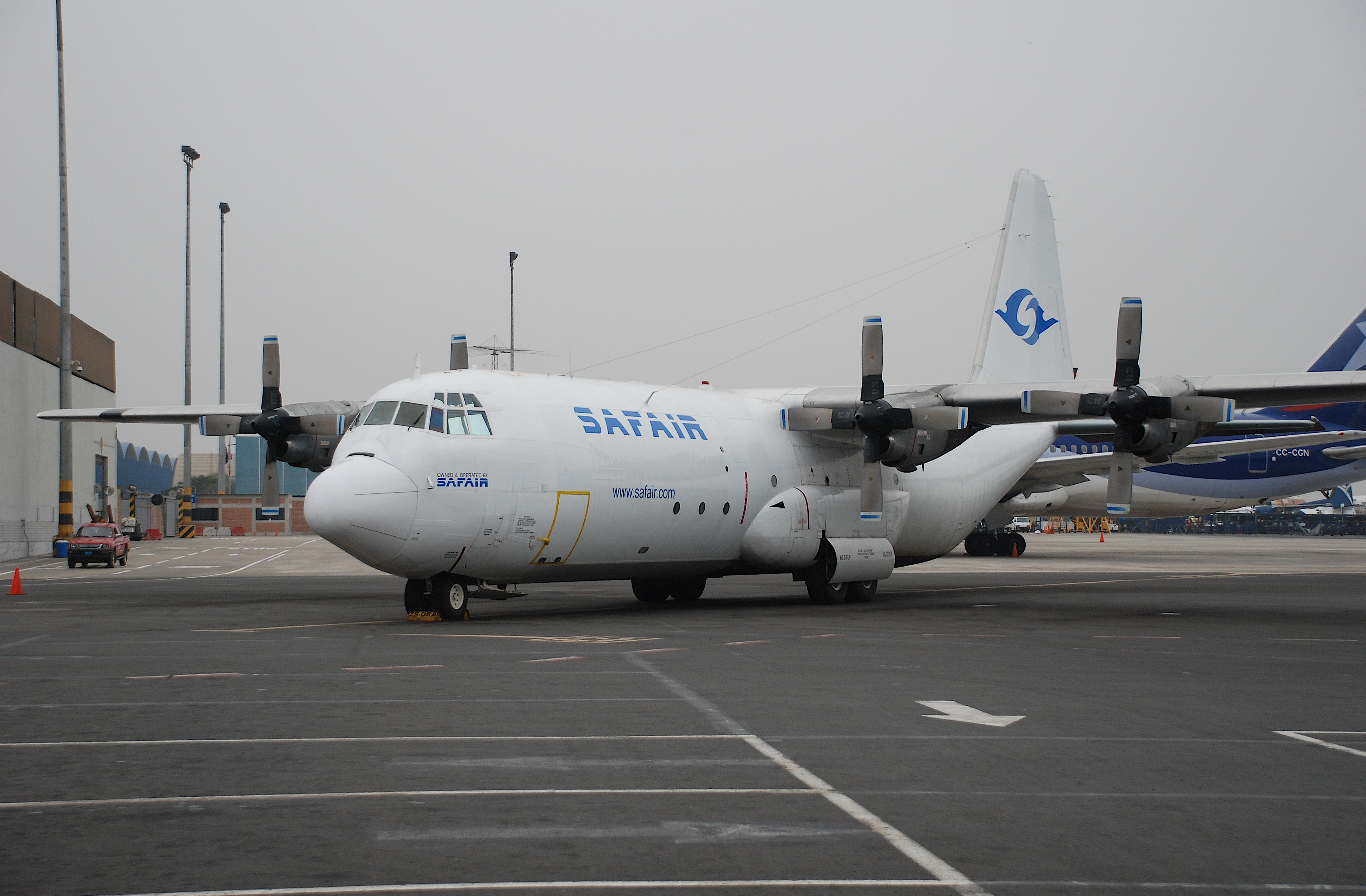
ZS-ORA, uno dei Lockheed L-100-30.

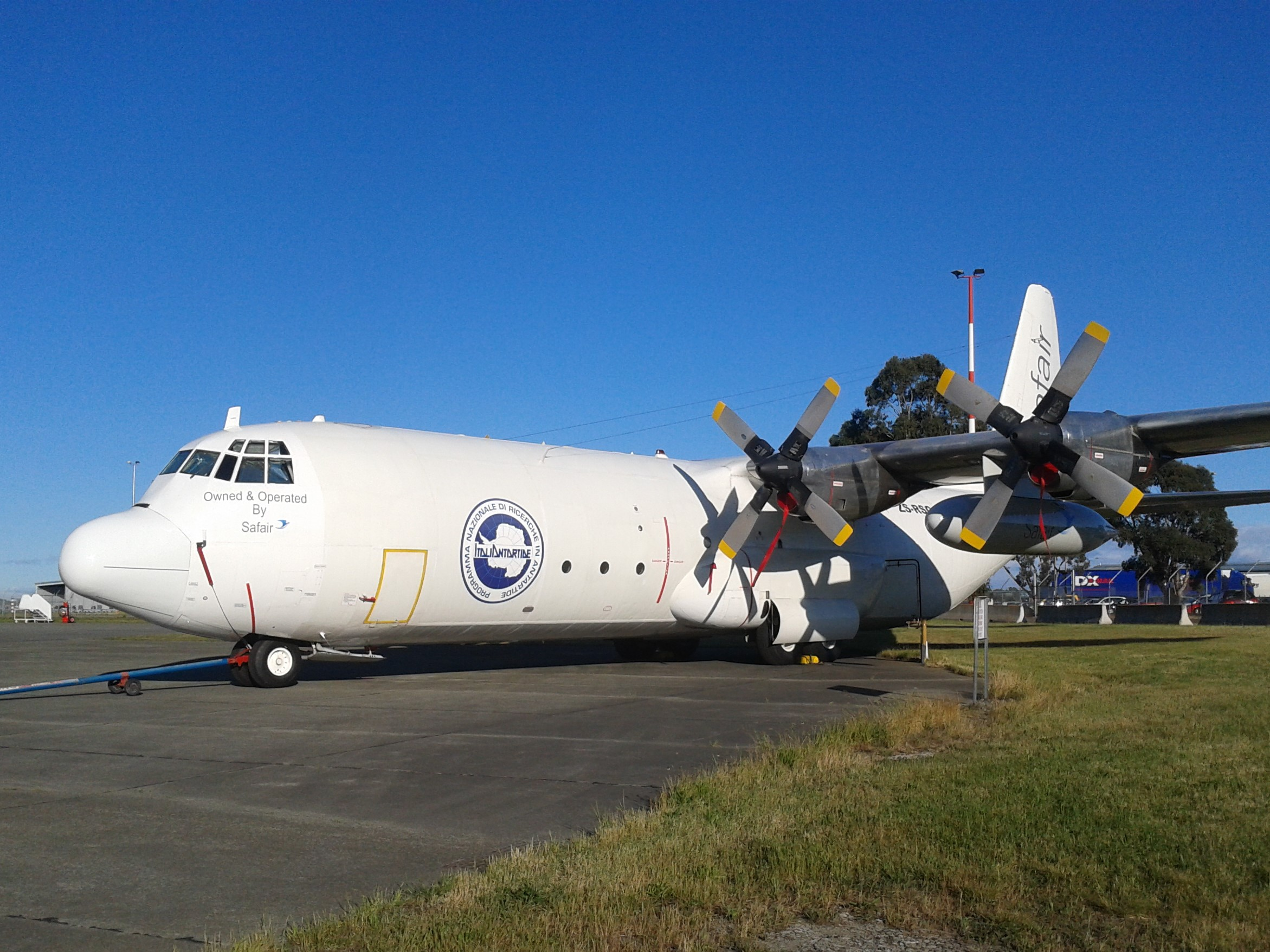
ZS-ORC, uno dei Lockheed L-100 a Christchurch prima di operare un volo verso la stazione Mario Zucchelli in Antartide.

A dicembre 2022 la flotta di Safair è così composta:

### Flotta storica
Safair operava in precedenza con:
- Boeing 737-200
- British Aerospace 146-100
- British Aerospace 146-200
- McDonnell Douglas MD-82
- McDonnell Douglas MD-83